# Paramarda
Paramarda is een geslacht van eenoogkreeftjes uit de familie van de Anchimolgidae. De wetenschappelijke naam van het geslacht is voor het eerst geldig gepubliceerd in 1978 door Humes.

## Soorten
- Paramarda aculeata Humes, 1978